# Hermions
Les Hermions sont une confédération d'anciens peuples de Germanie.

## Mentions antiques
Pline l'Ancien donne ce mot comme un nom collectif, commun à quatre grandes nations : les Suèves, les Hermundures, les Chattes et les Chérusques :
« mediterranei Hermiones, quorum Suebi, Hermunduri, Chatti, Cherusci »
Ils sont aussi attestés dans Tacite :
« Manno tris filios assignant, e quorum nominibus proximi Oceano Ingaevones, medii Herminones, ceteri Istaevones vocentur »
« Ils donnent à Mannus trois fils, dont les noms firent appeler Ingévones les plus voisins de l'Océan, Herminones ceux de l'intérieur, et les autres Istévones »